# Tadeusz Sędzielowski
Tadeusz Franciszek Józef Sędzielowski (ur. 9 marca 1906 w Krakowie, zm. 7 września 1939 w Wólce Zamojskiej) – kapitan pilot Wojska Polskiego, dowódca 121 eskadry myśliwskiej.

## Życiorys
Syn Józefa i Heleny z Żuławskich. Maturę zdał w IV Gimnazjum w Krakowie. W 1928 roku rozpoczął naukę w Szkole Podchorążych Lotnictwa w Dęblinie, którą ukończył w 1930 z 18 lokatą i został mianowany na stopień podporucznika obserwatora. Początkowo dostał przydział do 3 pułku lotniczego w Poznaniu. W 1932 roku w Centrum Wyszkolenia Oficerów lotnictwa odbył kurs pilotażu, który następnie poszerzył o kurs wyższego pilotażu w 1933 roku. Został przydzielony do 132 eskadry myśliwskiej. W 1937 roku został przeniesiony do 2 pułku lotniczego w Krakowie. 15 listopada 1938 roku został dowódcą 121 eskadry myśliwskiej. Na stopień kapitana został mianowany ze starszeństwem z 19 marca 1939 i 46. lokatą w korpusie oficerów lotnictwa, grupa liniowa.
We wrześniu 1939 roku na czele 121 eskadry myśliwskiej walczył w składzie lotnictwa Armii „Kraków”.
Poległ w dniu 7 września 1939 roku nad miejscowością Nowy Zamość za sterami samolotu myśliwskiego PZL P.11c w czasie pościgu za niemieckimi samolotami bombowymi. Został trafiony przez polską artylerię przeciwlotniczą. Początkowo został pochowany w miejscu śmierci, później jego ciało spoczęło w grobie na cmentarzu w Łagowie w gminie Przyłęk i stanął nad nim krzyż wykonany z dźwigara skrzydła jego rozbitego samolotu.
Imię kapitana Tadeusza Sędzielowskiego nosi Publiczna Szkoła Podstawowa w Baryczy k. Zwolenia i Publiczne Gimnazjum w Wólce Zamojskiej.